# Burg Ehrenberg (Neckar)
Burg Ehrenberg ist die Ruine einer ab dem 12. Jahrhundert errichteten Höhenburg oberhalb von Heinsheim am Neckar, die an dieser Stelle mit den historischen Gebäuden des auf der gegenüberliegenden Neckarufer befindlichen Gundelsheim ein markantes Ensemble der Burgenstraße bildet.

## Geschichte
Die Anlage der Burg Ehrenberg im frühen 12. Jahrhundert soll auf die Grafen von Lauffen zurückgehen. Auf Ehrenberg war spätestens ab 1193 das Geschlecht der Herren von Ehrenberg (auch Erenberg oder Ernberg) beheimatet, die staufische Gefolgsleute waren. Damit steht die Anlage der Burg Ehrenberg in unmittelbaren Zusammenhang mit der staufischen Kaiserpfalz im nahen Wimpfen. In der Literatur wird Burg Ehrenberg oft auch als vorgelagerte Wimpfener Verteidigungsanlage betrachtet. Andere Quellen widersprechen einer Datierung der Burg in die Ära der Grafen von Lauffen und halten einen Bau vor 1220 für unplausibel, verweisen jedoch darauf, dass die Baugeschichte bisher nicht ausreichend erforscht wurde. Aufgrund seiner ungewöhnlichen Größe und seines ungewöhnlichen Standortes außerhalb der Kernburg wird der Turm auf die Gründungszeit des Dorfes Heinsheim im 10. Jahrhundert vermutet.

### Kernburg
Der älteste Teil der Burg Ehrenberg ist die etwa zwei Meter starke Ringmauer um die Kernburg. Die Gebäude der Kernburg datieren aus dem 12. und 13. Jahrhundert und weisen ebenfalls sehr starke steinerne Fundamente auf. Bis heute erhalten sind der Bergfried von 1235, der eine Höhe von 50 Metern hat und einst noch 10 Meter höher gewesen sein soll, sowie ein etwa 15 Meter hoher Giebel eines Gebäudes der Kernburg. Die übrigen Kernburg-Gebäude sind nur noch durch Grundmauern zu erahnen. Die starken Beschädigungen der Burg sollen aus dem Dreißigjährigen Krieg herrühren. Um die Kernburg herum entstand im 17. und 18. Jahrhundert die Vorburg mit einem ca. 30 Meter hohen Torturm und Wohn- und Wirtschaftsbauten, die Barockmerkmale aufweisen.

### Kapelle St. Alban
Zur Burg gehört eine südlich der Ringmauer gelegene Burgkapelle St. Alban von 1602, die als katholische Kirche für die Einwohner des Ortes Heinsheim errichtet wurde und 1778 barock umgestaltet wurde.

### Nutzung und Eigentum
Die Familie derer von Ehrenberg starb im 17. Jahrhundert aus. Nach dem Tod des letzten Ehrenbergers fiel der Besitz an der Burg, dem Ort Heinsheim und dem nahegelegenen Hofgut Zimmerhof an das Bistum Worms, dessen Rechtsnachfolger 1803 der Landgraf von Hessen wurde. Von diesem erwarben 1805 die Freiherren von Racknitz die Burg und den Zimmerhof. Die Vorburg wird von der Eigentümerfamilie Racknitz bis heute bewohnt, die Ruine der Kernburg dient als Aufzuchtstation für Greifvögel. Da sich die Burg in Privatbesitz befindet und bewohnt wird, kann sie nicht besichtigt werden.

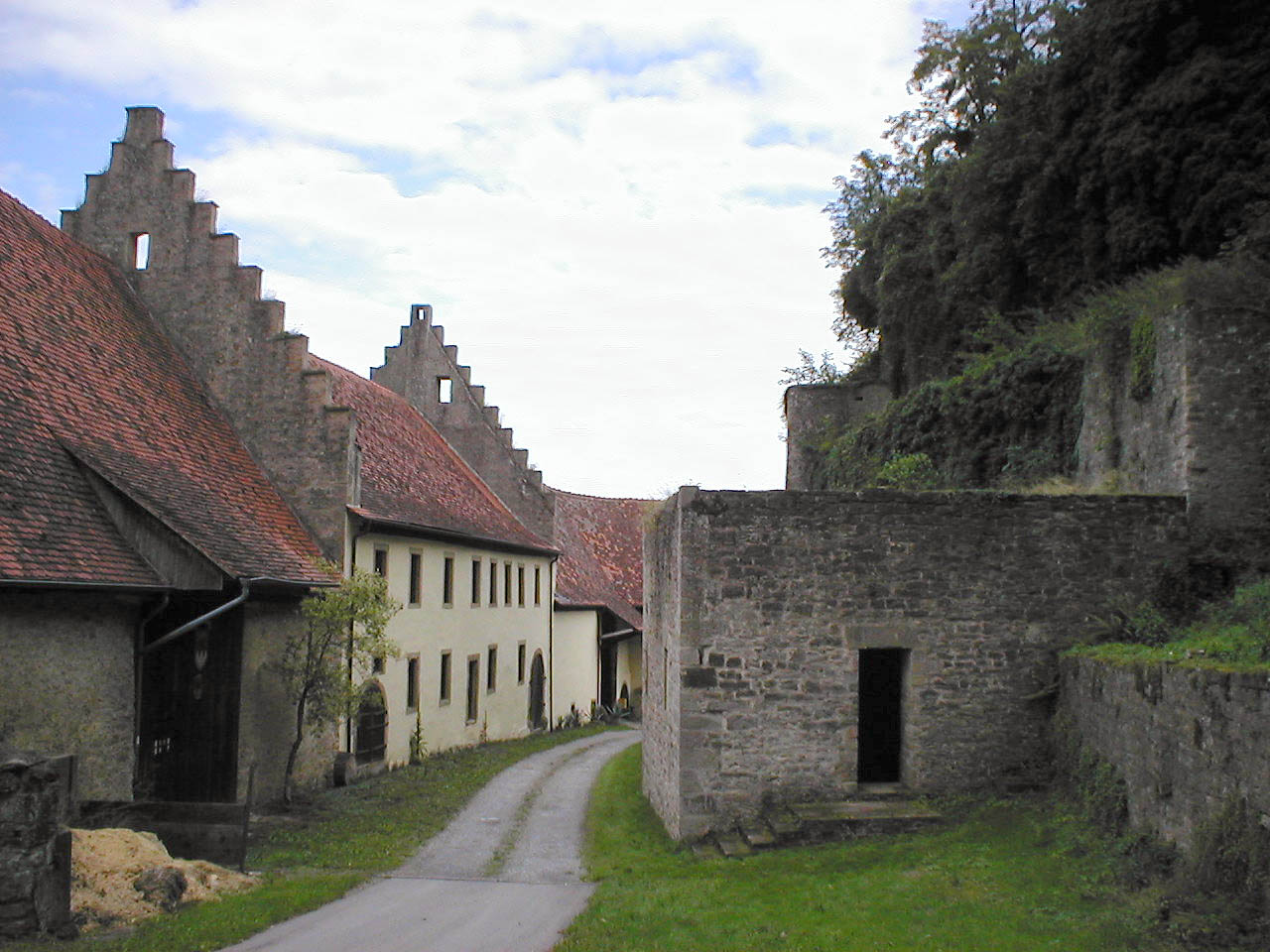
Blick in die innere Vorburg
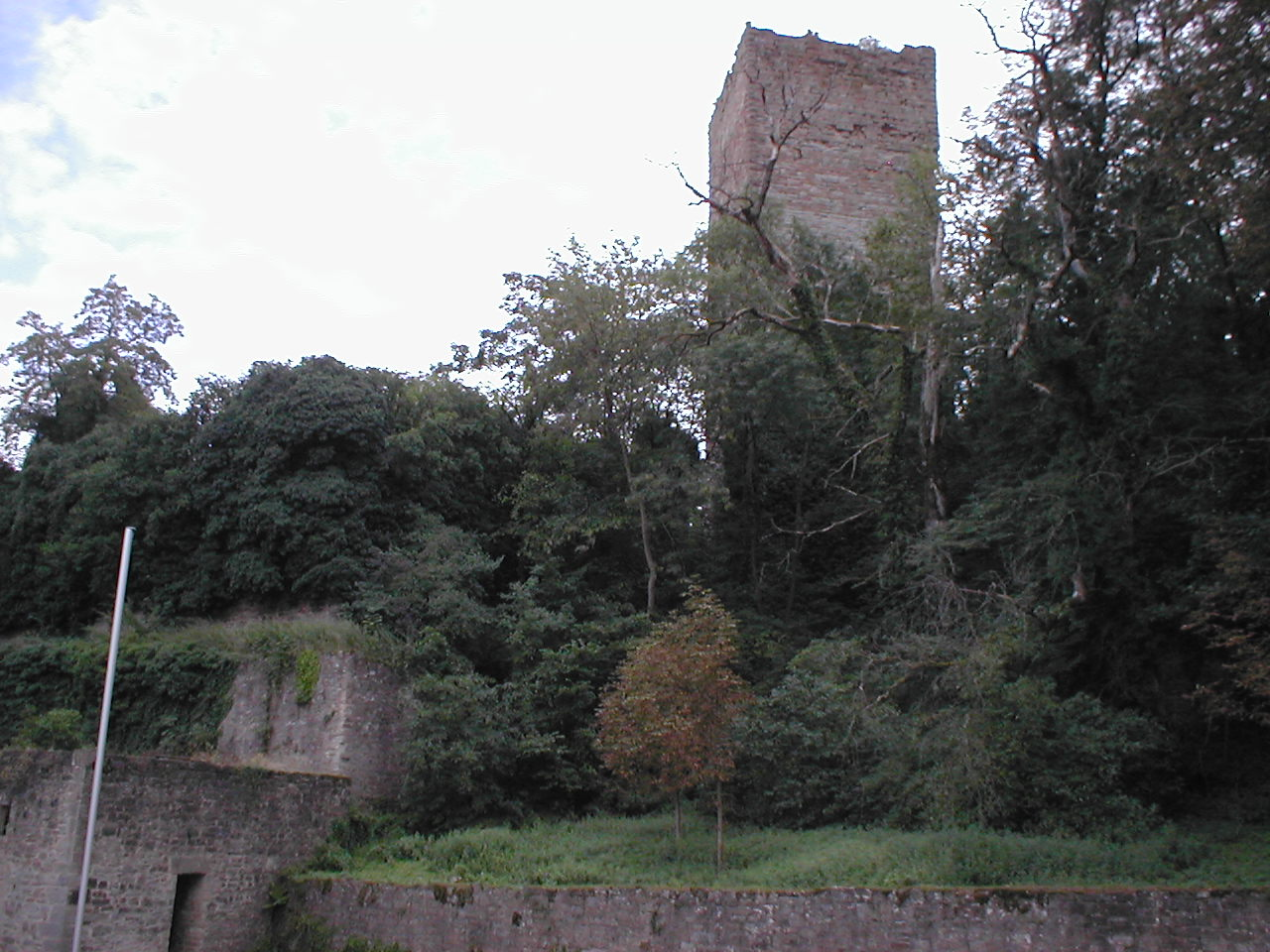
Bergfried von 1235
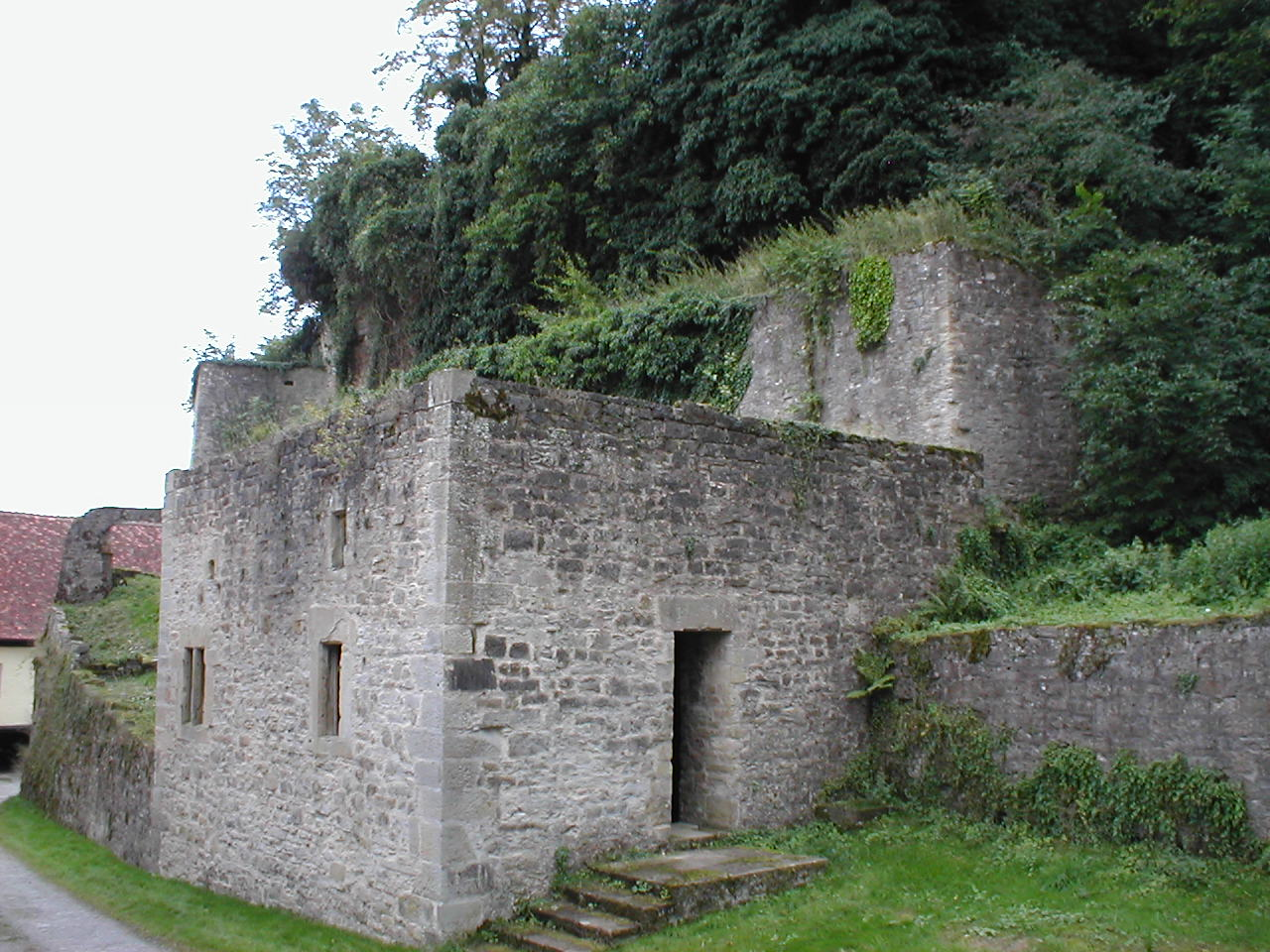
Gebäuderest der Kernburg

## Weinbau
Nach der Burg Ehrenberg ist die gleichnamige Weinlage (Einzellage) Heinsheims benannt, die zum Weinbaugebiet Baden zählt.